# Детош
Детош је био српски племић који је деловао у периоду између 1327. и 1392. године, за време владавине кнеза Лазара српског (р. 1379–1389). 
Имао је поседе око града Ваљева, држећи пограничну провинцију према Угарској краљевини на северу.  У граничном пределу српске државе према Угарској, у околини Ваљева, у XIV веку био је посед српског властелина Детоша са три града (Бела Стена, Непричава, Дебрецин), који је заменом постао угарско крунско добро и као такво ушло у уговор у Тати. Границе феуда, које су обележене токовима река и атарима насеља из српског предлошка властелинске повеље преведене су у актима Угарске (1392, 1426) као дистрикти, у српској историографији тумачени као посебне области – жупе. То је био посед код Ваљева ограничен падинама планине Влашић са извориштем Уба и сегментима тока Колубаре, Љига, Топлице и Обнице. 
Југоисточно, код Љига, Детош је имао и друго имање у долини реке Драгобиљице, где је постојала црква Свете Мајке Божије у Драгобили и њен метох са црквеним селима. Детош је цркви и метоху, са селима и другим прилозима, обезбедио одређена права, што се памтило и одржавало и после његовог времена. У повељи којом је, крајем XIV века, кнегиња Милица са синовима обдарила манастир Светог Пантелејмона на Светој Гори, међу набројаним прилозима угледне српске властеле, помиње се и властелин Детош.
Постоји хипотеза да је био сродник властелина Вукдрага (фл. 1327).